# Sebitti
Sebitti o Sibitti és el nom del conjunt de set déus guerrers de la mitologia sumèria que lluitaven a les ordres del déu Erra. Eren fills d'An i de Ki (assimilada després amb Ninhursag). An els va donar l'ordre de que fossin assassins terribles i els va posar sota el poder d'Erra. Són coneguts pel que s'explica a El poema d'Erra, o L'epopeia d'Erra, una narració escrita durant el primer mil·lenni abans de la nostra era per un sacerdot del temple de Marduk a Babilònia. Sebitti és una paraula en accadi que significa «grup de set».
Els sebitti van demanar a Erra que els dirigís per destruir la humanitat. Van aconseguir que Marduk deixés Babilònia i van provocar la revolta dels babilonis contra el rei, que va girar l'exèrcit contra ells i els va matar. Quan els pobles estrangers van envair Babilònia en aquella confusió, els set déus encapçalats per Erra van provocar sobre ells una greu pestilència. Al veure la destrucció, Erra es va retirar i per les pregàries dels homes els Sebitti es van retirar i el perill es va acabar.
El Poema d'Erra aviat va adquirir funcions màgiques, i frases extretes del llibre s'inscrivien en amulets que es feien servir com a exorcismes per allunyar les pestes.
A l'An = Anum, la llista mesopotàmica dels grans déus, els Sebitti es diuen «Els set guerrers», que Ninurta va sotmetre. No n'han quedat representacions, perquè les figures, segons un text, es feien de fusta. Aquesta narració descriu així els Sebitti: cada un portava una corona, una túnica, dues armes, una destral a la mà dreta, i un punyal a l'esquerra, una protecció de bronze i una diadema, que era com unes banyes que duien a la corona. Portaven també un arc i un carcaix penjant de l'espatlla. Les figures es pintaven amb una pasta vermella. Si es representaven juntes, eren en relleu i en posició de caminar, amb les mateixes armes.